# Poghosagomer
Poghosagomer (armeniska: Պողոսագոմեր, azerbajdzjanska: Dəvədaşı) är en ort i Azerbajdzjan.   Den ligger i distriktet Kəlbəcər Rayonu, i den centrala delen av landet, 280 km väster om huvudstaden Baku. Poghosagomer ligger 1 017 meter över havet och antalet invånare är 157.
Terrängen runt Poghosagomer är kuperad, och sluttar norrut. Runt Poghosagomer är det ganska glesbefolkat, med 32 invånare per kvadratkilometer.. Närmaste större samhälle är Heyvalı, 3,0 km norr om Poghosagomer. 
I omgivningarna runt Poghosagomer växer i huvudsak lövfällande lövskog.